# Рудолф: ирвас црвеног носа
Рудолф: ирвас црвеног носа (енгл. Rudolph the Red-Nosed Reindeer) је анимирани божићни кратки филм из 1948., чији је режисер и продуцент био Макс Флајшер.  Заснован је на истоименој песми Роберта Л. Меја из 1939. о летећем ирвасу који помаже Деда Мразу. 

## Опис
У брдима је неколико деце ирваса заузето клизањем на леду, пењањем на дрвеће, прескакањем, чак и кићењем јелке. Један млади ирвас који украшава дрво уочи црвени предмет и радознао га голица листом. Испоставило се да је то Рудолф, који кијајући искочи са дрвета. Ирвас који га је открио задиркује га због његовог црвеног носа, што повређује његова осећања. Када покуша да завије нос да га сакрије и придружи се осталима на леду, други отме покривач. Одбачен и тужан након што су га друга деца ирваса задиркивали, Рудолф се враћа кући где га мајка поздравља и покушава да га орасположи подсећајући га да окачи своју чарапу за Деда Мраза. Он то брзо уради, замишљајући Деда Мраза како му даје много играчака, и брзо одлази у кревет, иако је његов сан невероватно немиран, тужан због задиркивања другог ирваса.
На Северном полу, Деда Мраз провирује из своје радионице и примећује велику маглу, напомињући да би било тешко проћи сам. Када сат откуца поноћ, Деда Мраз брзо жури да узме своје ирвасе и спреми се за путовање које следи. Док путују, Деда Мраз упозорава да ће морати да лете ниско да би прошли кроз маглу, само да би се забили у неко дрвеће. Ирваси се ослободе и покушавају поново. Изнад града, Деда Мраз и ирваси се умало не сруше у авион, а мало касније и на кров. Ирваси и санке су заглављени на крову, али су у стању да се ослободе.
Стигавши до Рудолфове куће, Деда Мраз даје поклоне групи деце ирваса, али бива затечен светлом у Рудолфовој соби, само да би сазнао да је то Рудолфов сјајни црвени нос. Изненађен тиме, добија идеју и буди Рудолфа. Рудолф покушава да сакрије нос, али га Деда Мраз зауставља и говори му о опасностима. Слажући се да му помогне, Рудолф оставља поруку својим родитељима пре него што се придружи Деда Мразу на његовом путовању, водећи остале ирвасе током ноћи.
Наредног јутра, вести о Рудолфовом путовању стижу до његовог родног града и свих осталих трка ирваса до стадиона где Деда Мраз именује Рудолфа за главног команданта . Поцрвеневши од главе до пете, Рудолф стидљиво говори свима „Срећан Божић свима и лаку ноћ свима“. 

## Продукција
8-минутна анимирана интерпретација божићне песме претходила је песми Џина Одрија из 1949. Заснован је на причи Роберта Л. Меја из 1939., а не на песми.  Специјал из 1964. више личи на песму него на оригиналну причу. 
Кратки филм је креиран да рекламира робне куће Монтгомери Ворд, издавача оригиналне приче. Првобитно издање укључивало је заслуге за компанију и недостајала му је позната песма, с тим што је уводна песма уместо тога свирала преко инструменталне верзије „Тиха ноћ“. Поновно издање из 1951. додало је хорску верзију песме у шпице.

## Дистрибуција
Реиздање је широко доступно на видео касетама и ДВД-овима у јавном власништву, као и на интернету. Оригинална верзија се чува у Конгресној библиотеци.